# Мальмё
Ма́льмё (швед. Malmö) — третий по величине город Швеции. Расположен в её самом южном административном регионе — Сконе — и является административным центром региона. Мальмё и Копенгаген соединены самым длинным мостом Европы — Эресуннским. Является также крупнейшим городом провинции Сконе и культурно-исторического региона Скании. С 1658 по 1664 год был столицей Сконеланд (территория Скании и Борнхольма).
Мальмё — часть Шведско-Датской агломерации Большой Копенгаген с населением 4,5 миллиона жителей. 2 декабря 2015 года город подписал договор и официально вошёл в состав агломерации Большой Копенгаген, а с 1 января 2016 года договор вступил в силу. Мальмё — город с двойной юрисдикцией; так, например, налогообложение производится совместно с Данией по особому договору, заключённому при подготовке строительства Эресуннского моста. В сферу совместной юрисдикции также входят управление Эресуннским мостом, Эресуннским проливом, транспортная сфера, сфера туризма. На шведской стороне (население 1,5 миллиона) агломерации Большой Копенгаген Мальмё является ее центром.
Современный Мальмё — один из важнейших транспортных узлов, промышленных центров и с 2020 года крупнейший хаб логистики Скандинавии.

## История
Топоним впервые упоминается в средневековых источниках конца XII века, в 1170 году в форме Malmhaug («куча песка, гравия»). Мальмё впервые упоминается как место, имеющее официальный статус города, в 1275 году. Так называлась расположенная в 20 км от современного города укреплённая пристань архиепископов Лундских — верховных прелатов всей Скандинавии. Через Мальмё шло транспортное сообщение Дании с входившей тогда в её состав провинцией Сконе.
Ключевую роль в развитии средневекового города сыграли ганзейские купцы, преимущественно из Любека, которые вели здесь торговлю сельдью. В XIV веке по образу и подобию любекской Мариенкирхе возводится краснокирпичная церковь св. Петра. В ганзейских документах Мальмё фигурирует как Эльбоген (буквально «локоть», намёк на изогнутость береговой линии).
Впоследствии после вступления в состав Швеции (1664) город, бывший крупнейшим в Дании после Копенгагена, лишился старинных торговых привилегий и пришёл в упадок. Местное купечество несло убытки от непрестанных шведско-датских конфликтов и покидало город. Портовые сооружения ветшали. Переписчики 1730 года насчитали в Мальмё всего 282 жителя.

### Индустриализация
В 1775 году шведское правительство осознало выгодность географического положения Мальмё и принялось за модернизацию порта. Со строительством железной дороги до Стокгольма в Мальмё началась промышленная революция. Одной из основных статей дохода стало кораблестроение. В XX веке вокруг города появились насыпные пляжи, где разместилась промзона со складскими помещениями и заводами. В Мальмё расположены штаб-квартиры нескольких крупных компаний, включая ABS Group. В 1998 году был основан Университет Мальмё. В XXI веке в Мальмё доминирует процесс транснационализации. 2 декабря 2015 года Мальмё официально вошёл в состав агломерации Большой Копенгаген в сфере туризма, маркетинга. Также транспортная сфера координируется, в первую очередь, Копенгагеном, а не Стокгольмом. Комплекс портов в Мальмё входит в компанию «Порты Копенгагена». Основным международным аэропортом для шведского города Мальмё является Каструп, находящийся на датской стороне пролива Эресунн. Железнодорожное сообщение между Копенгагеном и Мальмё проводится компанией Эресундстог (Эресунские поезда), функционирующей лишь в Дании и близких к Дании областях Швеции.

## География и климат
Мальмё — самый южный и, соответственно, самый тёплый из крупных городов Швеции, а среди городов страны в целом Мальмё на втором месте по этому показателю, уступая лишь Фальстербу (20 км к югу от Мальмё). Город расположен на сконской равнине, в её самой низкой части.
В Мальмё умеренный морской климат. За весь период ведения наблюдений с 1917 по 2013 год максимальная температура составила 34,0 °C (1 июня 1947 года), а минимальная −28,0 °C (26 января 1942 года).
За период с 1990 по 2011 год наблюдалось несколько аномальных погодных циклов. Так, например, было несколько необычно холодных зим, с установлением стабильного снежного покрова в течение нескольких недель и стабильными минусовыми температурами. Зима 2010 года была самой холодной за последние 55 лет, 22 декабря 2010 года было зафиксировано −22,2 °C. В последний раз подобная холодная температура, −22,7 °C, была зафиксирована 8 февраля 1958 года. Среднесуточная температура декабря была самой холодной за весь период наблюдений.
Стандартные погодные условия умеренного морского климата в Мальмё с подчеркнуто сильным влиянием Гольфстрима вне периодов аномалий приводят к отсутствию стабильного суточного снежного покрова в течение зимы. При северном ветре редкие выпадение снега, как правило, сопровождаются его быстрым таянием в течение нескольких часов.
| Показатель                     | Янв. | Фев. | Март | Апр. | Май | Июнь | Июль | Авг. | Сен. | Окт. | Нояб. | Дек. | Год  |
| ------------------------------ | ---- | ---- | ---- | ---- | --- | ---- | ---- | ---- | ---- | ---- | ----- | ---- | ---- |
| Средний суточный максимум, °C  | 2    | 2    | 5    | 10   | 16  | 20   | 21   | 21   | 17   | 12   | 7     | 5    | 11,4 |
| Средний суточный минимум, °C   | −3   | −3   | −1   | 2    | 7   | 11   | 13   | 12   | 10   | 7    | 3     | −1   | 4,8  |
| Норма осадков, мм              | 49   | 30   | 40   | 38   | 41  | 52   | 61   | 58   | 59   | 57   | 61    | 58   | 604  |
| Температура воды, °C           | 2    | 3    | 5    | 8    | 15  | 19   | 20   | 20   | 18   | 14   | 8     | 5    | 11,4 |
| Источник: Туристический портал |      |      |      |      |     |      |      |      |      |      |       |      |      |

## Достопримечательности
Мальмё — город частично современной застройки. О прошлом напоминает построенная датчанами в XVI веке крепость Мальмёхюс (ныне музей), характерный пример кирпичной готики — церковь св. Петра (XIV век), пышное здание ратуши — постройки конца XVI века. Интересна церковь Святого Иоанна — яркое произведение национального романтизма начала XX века. В 1975 году открыл свои двери художественный музей Мальмё — одна из крупнейших выставочных площадок современного искусства в Европе.
Помимо христианской, в архитектуре представлены храмы других конфессий. Неомавританская по стилю синагога в Мальмё (1903) — одна из крупнейших в Скандинавии. Мальмё широко известен как центр мусульманской религиозной жизни в Скандинавии. В городе с фактическим населением 350 тысяч находится 16 мечетей, для сравнения, в Стокгольме их 3.  Мальмская соборная мечеть является Исламским Центром. Она открылась в 1984 году, став первой соборной мечетью в Скандинавии и одним из главных символов Мальмё. Мечеть хорошо видна с самолёта на фоне окружающего её парка. На сегодняшний день мечеть  обслуживает более 1000 человек каждую пятницу вне больших праздников. По разным цифрам умма составляет от 45 до 55 тысяч человек. В западной части комплекса находится школа с преподаванием на шведском языке, но с соблюдением мусульманских традиций. Есть также детские площадки, баскетбольный корт, библиотека, места для лекций, офисы благотворительных мусульманских организаций, как внутренние для уммы так и внешние для хаджа и других благотворительных целей. Также идёт строительство особого приюта для женщин (в случае конфликта мечеть предоставит женщине защиту), дома престарелых, небольшого прилегающего торгового центра, жилья для студентов (общежитий). Несмотря на соседство с двумя социально-криминально сложными районами, сама территория мусульманского центра в Мальмё считается одним из самых безопасных мест в городе. Центр ведёт обширное сотрудничество с властями, а также широкую культурно-просветительскую работу среди горожан, политиков, представителей молодёжных движений, кроме того, организовываются открытые туры для всех желающих посетить центр. Другой крупной мечетью с комплексом прилегающих к ней 5 зданий, является расположенная вдоль окружной дороги Мечеть Ахмеддия.
Одной из достопримечательностей города является 190-метровое жилое здание Turning Torso (с англ. — «Поворачивающийся торс»), построенное в XXI веке по проекту всемирного известного мастера био-тека С. Калатравы. Среди жилых зданий Европы оно уступает по высоте только московскому Триумф-Паласу.
- Городская ратуша
- Замок Мальмё
- Церковь Святого Петра
- Центральный вокзал
- Церковь Св. Иоанна
- Церковь Св. Иоанна (внутренний вид)
- Современная скульптура в центре города

## Транспорт
Через город проходят автотрассы E6, E20, E22, E65. Через Эресуннский мост Мальмё связан с Копенгагеном. К востоку от города расположен аэропорт Мальмё-Стуруп. В результате строительства Эресуннского моста Мальмё оказалось в необычном (для города с населением 300 000 человек) и очень выгодном с точки зрения авиатранспорта положении. После ввода моста в действие крупнейший аэропорт Скандинавии Копенгагенский Каструп, теперь как и аэропорт Мальмё-Стуруп, тоже находится в получасе езды на автомобиле от центра города.
С 2010 года в городе действует Сититуннель — линия железной дороги 17 км c подземными 6 км и 3 станциями, используемая как городская электричка.
Железнодорожная часть Эресуннского моста, Эресуннская железная дорога, а также Сититуннель, являются частью железнодорожного комплекса, соединяющего Копенгаген — Каструп — Мальмё, как с помощью поездов, так и с помощью городской электрички. Городская электричка работает круглосуточно и, включая все остановки, идёт 35 мин от центральной станции Мальмё до центральной станции Копенгагена. Поезд преодолевает это же расстояние за 31 мин. Путь из центра Мальмё до датского аэропорта Каструп на городской электричке занимает 21 минуту, а прямой поезд доезжает за 17 минут. Таким образом, после открытия железнодорожной части Эресуннского моста ближайшим по времени аэропортом для Мальмё стал датский Каструп (17 мин.), а не шведский аэропорт Мальмё-Стуруп (28 мин.), так как железнодорожное сообщение в аэропорт Мальмё-Стуруп отсутствует.
Изначально Мальмё был основан как укреплённая пристань, и в наше время логистика в целом и порт в частности — по-прежнему одна из важнейших сфер деятельности в городе. Как раньше, так и сейчас порты Мальмё тесно связаны с портом Копенгагена, что отражается в структуре владения. Портами Мальмё и Копенгагена владеет одна компания которая так и называется «CMP, Copenhagen Malmö Port AB». Порты Мальмё специализируются на сфере «безопасность порта», так как город в целом имеет большой опыт по борьбе с терроризмом. Порт имеет много признанных в мире наработок в сфере имплементации «антитеррористического плана безопасности порта» в кооперации с властями города. Например, этому обучают в «мировом морском университете» (The World Maritime University), в Мальмё работающем под руководством ООН.
Мальмё имеет идеальные природные условия для портовой деятельности, что отражается в наличии семи портовых районов. Портовые районы географически занимают половину города, превышающую по площади район «внутренний город» (innerstad). В результате постоянного жилого строительства центр города смещается в направлении портовых районов. Внутренний порт и часть западного порта: вся центральная станция, университет Мальмё, и всё восточнее корабельной улицы (skeppsgatan). С севера ограничение по большой верфенной улице (stora varvsgatan). Используется для паромного сообщения с Германией (Травемюнде), частных катеров, речных трамваев. Самые заметные для жителей и туристов виды деятельности во внутреннем порту — производство морских ветряных турбин и разгрузка зерна в огромные специальные строения. Это старейший порт Мальмё, напрямую связывающий город с Мальмским каналом. В результате застройки основной части западного порта (västra hamnen) жилыми домами внутренний порт оказался посреди города.

## Население
На конец 1-го квартала 2023 года в Мальмё проживало 358 712 человек. В постоянное население города (322 574 чел.; 2015 г.) не входят те беженцы, которые не получили «коммунального распределения», то есть те, которые находятся на балансе государства, но их минимальное число (т. н. «пол») на ближайшие 3 года уже известно, ведь они уже находятся в городе, а рассмотрение прошений о предоставлении убежища на данный момент занимает до 3 лет со времени регистрации. Например, в 2016 году произошёл десятикратный рост числа детей-беженцев, прибывших без родителей, то есть «прибывших в одиночку» (ensamkommande) несовершеннолетних беженцев, распределяемых государством в коммуну Мальмё. Брутто количества подавших на прошение по рассмотрению запроса о предоставлении убежища также является базой во время планирования на городском и государственном уровне, так как на основании цифр за 2014 год — год с многократно меньшим количеством беженцев, чем за рекордный 2015 отказ получают менее половины, из этих 50 % лишь 20 % дел доходит до начала процесса по депортации, а из этих 20 % по результатам работы полиции лишь 8 % оказывается отправленными домой. То есть из брутто числа запросивших убежища более 92 % становятся нетто проживающими . 
С помощью инертности механизма миграционной системы происходит значительная амортизация формального годового прироста населения Мальмё. В 2016—2019 годах формальный рост населения составил около 3 %, ранее рост был 2,5 % в год. В абсолютных цифрах формальный рост составит 33 тыс. или около 10 % за трёхлетний период. Кроме того, по официальным данным, в это время (2016—2019) в городе будет находиться ещё 24700 человек, из которых 44 % возрастом от 0 до 19 лет.

### Демографическая ситуация
В 2018 году Мальмё продолжало линию на резкое увеличение мигрантского населения — 45,9 %. Так например, несмотря на рост числа людей родом из Швеции, тотальное население выросло ещё быстрей, соответственно рост числа мигрантов в более высоких цифрах продолжился, как процентуально так и в индивидах. Это подтверждается специальной таблицей опубликованной государственной службой статистики — Мальмё в 2018 году с 45,1 % мигрантов пришло к 45,9 % к концу года. Особенно заметно превалирование числа мужчин-мигрантов. Количество мужчин-мигрантов на 4,5 % больше чем женщин. При этом рост распределён совершенно неравномерно. Подавляющее большинство среди пенсионеров — женщины с шведским происхождением, а среди мигрантов — молодые мужчины от 15 до 25 лет.
В 2001 году процент иммигрантов и их детей составлял 24 %, в 2010 году уже 40 %; в 2011—2012 годах — 41 %; в 2013 году — 42 %; в 2014—2015 годах — 43 %; в 2016-м 44 %, в 2017 — 45 % из жителей Мальмё — иммигранты и их дети. Преобладают мигранты из бывшей Югославии, Ирака и Дании. Мусульманская община Мальмё — одна из крупнейших в Скандинавии: 25 % жителей города исповедуют ислам. Период мировой эпидемии (пандемии) 2019—2021 сопровождался двумя процессами окончательной легализации беженцев и переходом на баланс города приехавших на рекордной волне миграции 2015—2016 годов, что означало для этой группы самим найти и начать оплачивать жильё, при этом количество новоприбывших за 2019—2021 год беженцев резко снизилось как в Мальмё так и во всей Швеции в связи с новыми жесткими пандемическими мерами въезда для не граждан ЕС. Параллельно со сходом на нет волны беженцев и окончательного урегулирования статуса уже прибывших на 5 лет раньше, в 2019—2021 году Мальмё испытал резкое подорожание жилья, а также смену характера новоприбывших в город с беженцев на рабочую миграцию. До пандемийной волны миграции новоприбывшие были в основном из стран ближнего и среднего востока и северной Африки. Во время пандемийной волны большинство новых мальмцев приехало из европейских стран — Германии, Великобритании, Польши, Дании, Нидерландов. В связи с отсутствием пандемийного карантина для граждан ЕС и отсутствием локдауна в целом, а также отсутствием требований и ограничений (были лишь рекомендации) для жителей ЕС целый ряд международных бизнесов расширял свою деятельность в Мальмё параллельно с сокращением или временной приостановкой бизнеса в других локациях. В первую очередь это сказывалось на бизнесе в котором необходимы личные встречи — конференции, ярмарки, переговоры, а также различные развлекательные мероприятия, эвенты, шопинг в физических офлайновых магазинах и походы в рестораны. Эти преимущества были в Швеции в целом, но в случае с Мальмё было особо выгодно в связи с близостью к Германии, Польше, Нидерландам, Дании и удобным сообщениям с Великобританией и Норвегией. Вместе с рекордным ростом экономики Швеции +10 % в целом во время пандемии, но особенно вокруг бизнеса требующего личных встреч. Кроме того Мальмё ещё до пандемии был важным логистическим центром, а в связи с глобальным переходом от потребления услуг к потреблению товаров по пересылке роль Мальмё в качестве логистического центра лишь возросла. Мальмё удалось получить целый ряд крупных и малых новых инвестиций и вложения в уже имеющиеся в их числе индустриальный парк Мальмё, Северный трансшипинговый центр, расширение кратонно-упаковочного шиппинг хаба, расширение хаба древесной и бумажной продукции, хаба посылок Catena & DHL. Симбиоз сферы услуг (бизнес-встреч, шопинга и развлекательных мероприятий) продолживших работать в течение всей пандемии в отличие от городов конкурентов в связке ростом значимости сферы логистики и максимальной близости к мегаполисам континента дал Мальмё целый ряд уникальных преимуществ (unique sales point). В результате в период пандемии Мальмё обогнал Гётеборг и Стокгольм вместе взятые не только по процентному росту количества жителей, но и в абсолютных цифрах прироста населения. Вышеуказанные обстоятельства привели к резкому подорожанию недвижимости в Мальмё, что в свою очередь вызвало смену четвертьвековых демографических трендов. Значительной части безработных и малоимущих мальмцев, среди которых непропорционально высоко количество мигрантов из Африки и Ближнего востока, жильё стало не по карману. Многие выехали, а 1 % выбрал остаться в Мальмё, но бездомными. Количество мальмцев, рождённых зарубежом, резко уменьшилось с 34 до 29 процентов, но одновременно с этим количество европейцев возросло. Также в город переехало значительное число специалистов работающих в международном бизнесе и владеющих двумя и более языками. Средний уровень образования резко поднялся, и Мальмё впервые попал в список топ-10 городов и районов с самым высоким образованием. Данные глубинные пертурбации и революция демографии в Мальмё очень чётко отразили тренд гентрификации (gentrification) и глобализации в мире, с той лишь разницей, что изменения в Мальмё произошли в весьма короткий срок (2019—2021 г.). Эти же процессы привели к англизации населения и соответственно сферы бизнеса и услуг. Даже городские службы были вынуждены следовать стремительному демографическому тренду вводя коммуникацию на английском параллельно с привычным шведским и арабским. Новоприбывшие европейцы и космополитичные молодые специалисты вместе с резким ростом цен в городе формируют также запрос на новые типы жилья, так как многие из них не хотят селиться в арабских и других мигрантских районах, а традиционные шведские районы им не по карману. Таким образом новоприбывшие европейцы и космополиты образуют целые новые районы в новостройках города (Вернхем, Хулие) наравне со шведскими и африканско-ближневосточными. В то же время доля жителей с двумя шведскими родителями в Мальмё достигла нового исторического дна в 2021 году на уровне 43 %.
Одной из возможных проблем, вызванных наплывом иммигрантов, является рост антисемитских настроений. Летом 2010 года в городскую синагогу была брошена бомба.
Несмотря на значительную внутреннюю миграцию из других областей Швеции, рост иммигрантского населения ещё более высокий, чем рост коренного населения. Соответственно, начиная с периода войны в Боснии (начало 1990-х годов) процент иммигрантов по отношению к населению в целом постоянно растёт. Войны в различных регионах бывшей Югославии, Северной Африки и Ближнего Востока напрямую отражаются на волнах миграции в Мальмё. Первая половина 90-х годов XX века ознаменовалась волной беженцев из Боснии, вторая волна — из Косова; в нулевые годы — из Ирака, а в последние годы одновременно c продолжающимся потоком беженцев из Ирака прибыло значительное количество беженцев из Сирии, Сомали и Афганистана.
Одной из основных причин иммиграции из Дании в Мальмё является возрастной ценз на брак или сожительство и, соответственно, на социальные выплаты для граждан Дании, заключивших за границей брак, в котором одна из сторон не достигла 24 лет. В Швеции датские граждане имеют полное право на брак или сожительство и, соответственно, на социальные пособия наравне с шведскими гражданами, а возрастной ценз при браке за границей отсутствует, и, соответственно, на социальные льготы. Кроме того, в Швеции требуется меньше лет проживания для ПМЖ (3 года) и меньше лет проживания для получения гражданства (5 лет), чем в Дании (7 лет).  

## Города-побратимы и города-партнёры
- Вааса, Финляндия (1940)
- Варна, Болгария (1987)
- Таншань, Китай (1987)
- Аделаида, Австралия (1988)
- Калининград, Россия (1988)
- Таллин, Эстония (1989)
- Флоренция, Италия (1989)
- Щецин, Польша (1990)
- Штральзунд, Германия (1991)
- Провинция Кьети, Италия (2001)
- Ньюкасл-апон-Тайн, Великобритания (2003)[75]
- Анталья, Турция (2008)[76]